# Villemus
Villemus – miejscowość i gmina we Francji, w regionie Prowansja-Alpy-Lazurowe Wybrzeże, w departamencie Alpy Górnej Prowansji.

## Demografia
Według danych na rok 1990 gminę zamieszkiwało 99 osób, a gęstość zaludnienia wynosiła 10 osób/km². W styczniu 2015 r. Villemus zamieszkiwało 180 osób, przy gęstości zaludnienia wynoszącej 18,2 osób/km².